# Cyclosodes flavicostata
Cyclosodes flavicostata là một loài bướm đêm thuộc phân họ Arctiinae, họ Erebidae.